# HMS Agamemnon (M10)
Pour les autres navires du même nom, voir HMS Agamemnon.
L'Agamemnon est un cargo construit aux chantiers Workman Clark de Belfast, lancé en 1929 par la Blue Funnel Line (en) et affecté au transport entre le Royaume-Uni et l'Extrême-Orient. Il est réquisitionné par la Royal Navy au début de la Seconde Guerre mondiale et transformé en mouilleur de mines sous le nom d'HMS Agamemnon. Affecté à la première escadre de mouilleur de mines basée à Kyle of Lochalsh, il effectue des mouillages de mines au nord de la Grande-Bretagne. Le barrage du Nord achevé en octobre 1943, il est désigné pour servir de navire d'agrément dans une base navale mobile de la flotte du Pacifique. À cet effet, il est envoyé à Vancouver pour être équipé d'une salle de cinéma et d'une cantine et recevoir un équipage de la Royal Fleet Auxiliary. À la fin de la guerre les travaux ne sont pas achevés, et le navire est restitué à la Blue Funnel Line en 1946.